# Storia sociale
La storia sociale è una disciplina di ricerca e uno dei principali settori della ricerca storica, dedicata allo studio dei cambiamenti di una società, o una delle sue componenti, durante il corso del tempo.

## Definizione e oggetto di studio

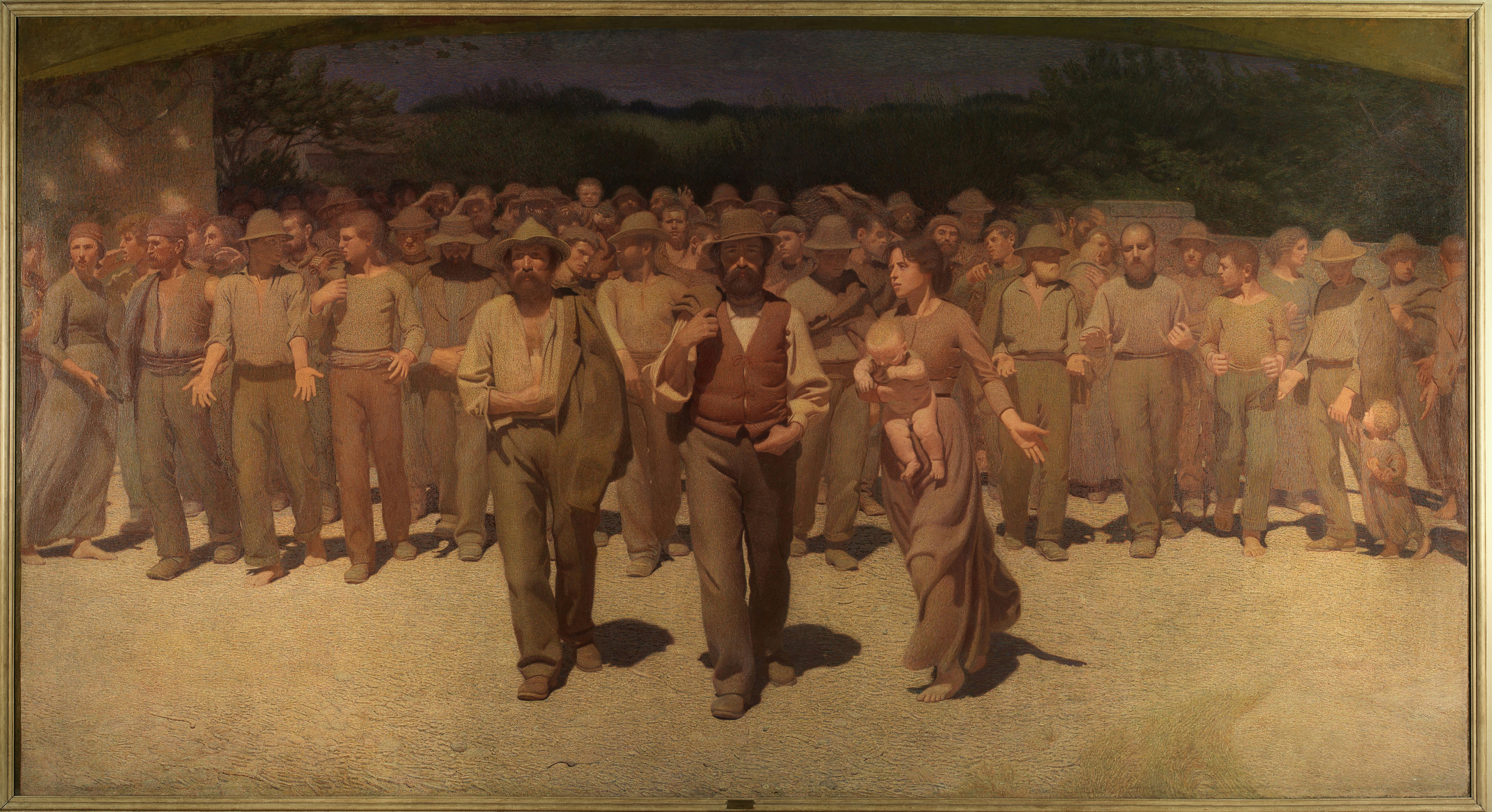
Il quarto stato, (1901) del pittore Giuseppe Pellizza da Volpedo. Il pittore intese rappresentare, nelle sue parole «una massa di popolo, di lavoratori della terra, i quali intelligenti, forti, robusti, uniti, s'avanzano come fiumana travolgente ogni ostacolo che si frappone per raggiungere luogo dove ella trova equilibrio».

La storia sociale è una disciplina di studio della storia che si è sviluppata dalla storia economica. Questa disciplina, nata alla fine del XIX e inizio del XX secolo, si è sviluppata in modo significativo tra gli anni '50 e '80. Si distingue per mettere in evidenza le strutture sociali e le interazioni tra diversi gruppi nella società, anziché focalizzarsi sugli affari di Stato.
La storia sociale studia dunque i cambiamenti nel tempo di gruppi sociali, piuttosto che di individui. La scala può variare: l'oggetto di studio può essere ad esempio un'intera società, oppure una particolare collettività, un gruppo di società, un certo gruppo di attori dentro una società, un impero, una civilizzazione, una comunità locale, una determinata organizzazione. Gli storici sociali esaminano anche le azioni degli individui, ma lo fanno per tracciare la storia di un gruppo collettivo.
Mentre le narrazioni storiche dominanti erano tradizionalmente concentrate sulla politica, lo Stato o le idee, la storia sociale ha messo al centro il cambiamento sociale per comprendere il mondo contemporaneo. Con questo obiettivo, gli storici sociali (inclusi sociologi storici ed economisti) hanno cercato di esplorare i rapporti tra processi economici, demografici e sociali e il loro impatto sulle istituzioni politiche, la distribuzione delle risorse, i movimenti sociali, le visioni del mondo condivise e i comportamenti pubblici e privati. Per una visione più ampia, si usa anche il termine "storia della società". Temi centrali includono classe, status sociale, qualità della vita, famiglia, lavoro, mobilità sociale, disuguaglianza, modernizzazione, conflitto, razza e genere. Questo campo ha stretto legami interdisciplinari con sociologia, economia, demografia, scienze politiche e, più recentemente, antropologia e studi culturali.
Inizialmente la ricerca si concentrava sui gruppi sociali emarginati in un dato contesto. Successivamente, ha poi rivolto più attenzione anche alle classi medie e alte.
La ricerca tradizionale di storia aveva privilegiato come fonti i documenti prodotti dai protagonisti della scena sociale e politica. Le ricerche di storia sociale si distinguono invece per l'uso di fonti nuove e molto variegate, tra cui testamenti, iconografia, opere letterarie e artistiche, le modificazioni del paesaggio, processi, lettere private, documenti commerciali: tutte le testimonianze dell'esèerienza umana possono avere dignità di fonte storica.

## Sviluppo internazionale
Prima della seconda guerra mondiale, la scuola francese de Les Annales, fondata da Marc Bloch e Lucien Febvre, ha rivoluzionato la storiografia introducendo metodi delle scienze sociali e focalizzandosi su culture e mentalità, specialmente delle società preindustriali. Questo approccio innovativo si diffuse in Europa e negli Stati Uniti, ispirando anche studi sulla schiavitù e sulle culture degli schiavi negli USA dagli anni ’50 in poi. Entrambe queste correnti si concentravano su gruppi sociali marginalizzati e trascurati dalla storiografia tradizionale, sviluppando una “storia dal basso” che rappresentava un’alternativa alla narrazione centrata su élite e figure potenti.
Nel Regno Unito, già dalla fine del XIX secolo fino agli anni '30-40, storici vicini al movimento operaio, come G.D.H. Cole, cercarono di fornire al movimento un'identità storica collettiva studiando l'esperienza concreta dei lavoratori, al di là di ogni quadro teorico o ideologico: privazioni, auto-aiuto e lotte per migliori condizioni.
La storia sociale emerse come disciplina negli anni ’60, anche come reazione ai curricula scolastici che privilegiavano la storia dei grandi personaggi. In quegli anni, storici come Edward Thompson, Eric Hobsbawm e Harold Perkin hanno prodotto opere fondamentali che hanno trasformato la comprensione della rivoluzione industriale britannica. Il loro approccio non si limitava a riscoprire figure popolari, ma puntava a una rigorosa analisi strutturale dei gruppi sociali, privilegiando lo studio dei conflitti sociali e del cambiamento collettivo. Lo studio di trasformazioni strutturali della società, quali mobilità sociale, urbanizzazione e stratificazione, hanno rivelato l'impatto di questi processi sull'economia e sulla politica, rendendo la storia sociale centrale anche in altre discipline.
Nello stesso tempo, la ricerca di  "storia dal basso"  si concentrò sui gruppi marginalizzati e non organizzati,  valorizzando l'azione e la resistenza popolare. George Rudé, tra i primi a usarla, analizzò le folle urbane, come nelle Sommosse di Gordon del 1780, evidenziandone motivazioni e metodi. Successivamente, la ricerca di stgoria sociale ampliò il focus includendo donne, immigrati e altri esclusi dalle élite.
La storia sociale si è affermata rapidamente nelle università, dove sono stati istituiti corsi specializzati e rinnovati i programmi tradizionali. Dalla fine degli anni '60 questa affermazione ha segnato l’inizio di un interesse maggiore per il contesto sociale nei fatti storici, riducendo il focus sulla diplomazia e sulla politica estera e confermando la storia sociale come una vera scienza sociale. La ricerca di storia sociale si è quindi estesa in moltissime direzioni ed ambiti di applicazione. Un risultato di questa affermazione della disciplina è che molti storici pensano che non sia più possibile occuparsi di ricerca storica o insegnarla, anche nell'abito della storia politica, senza considerare la dimensione sociale.
Più recentemente, la storia sociale ha perso parte del suo slancio per vari motivi, tra cui il suo stesso successo nell’integrare prospettive sociali nello studio storico, anche in ambiti tradizionalmente politici. Negli anni ’80, queste prospettive erano ormai considerate essenziali, riducendo l'urgenza iniziale della disciplina. Inoltre, la ricerca di storia sociale ha ampliato enormemente l'ambito di ricerca storica, stimolando specializzazioni in ambiti di nicchia, portando a una frammentazione del campo. Nello stesso tempo è ascesa la storia culturale, che ha spostato l’interesse verso l’interpretazione di significati e identità individuali, utilizzando metodi nuovi, come la teoria letteraria e l’antropologia, per capire come le persone costruivano il proprio mondo. Questo approccio, incentrato sulle esperienze personali e collettive, ha portato a una riduzione dell’interesse per le strutture sociali rigide. Tuttavia, la storia sociale rimane importante e oggi cerca di unire la sua eredità di analisi strutturale con le nuove prospettive culturali, per offrire una visione più completa delle società del passato.

## Sviluppo in Italia
(Norberto Bobbio, “Il nostro genio speculativo”, Il Contemporaneo, a.2, n.24, giugno 1955, pp.1-2.)
Gli studi e ricerche di storia sociale così come la sociologia in generale, in Italia si sono sviluppati con ritardo rispetto ad altri paesi occidentali. La storica Mariuccia Salvati ha individuato due cause principali per spiegare questa dinamica. La prima è la persistente influenza del pensiero di Benedetto Croce e dell'orientamento filosofico storicistico e idealistico, secondo cui la storia non può essere interpretata attraverso leggi generali o determinismi, essendo un processo unico, irripetibile e contingente. Per Croce, la storia si concentra sui protagonisti che hanno dato una direzione ideale alla loro epoca, analizzandoli attraverso i documenti da loro prodotti. La seconda causa è la marginalizzazione delle scienze sociali operata dal regime fascista, influenzata in larga misura dal pensiero del suo principale intellettuale, Giovanni Gentile.
La storia sociale cominciò a emergere negli anni successivi alla seconda guerra mondiale. Era fortemente influenzata dal marxismo, in assenza di fondamenti teorici alternativi. Molti studiosi si concentrarono sull'analisi delle classi sociali, del lavoro e dei conflitti di classe. Nel frattempo, nuovi approcci di ricerca si svilupparono fuori dalle università, attraverso nuovi istituti promossi da partiti di sinistra oppure da centri di ricerca e casi editrici di ispirazione imprenditoriale (p.e., l’editore Comunità). Gli storici italiani furono anche influenzati dalla ricerca della nuova storiografia francese e dalla ricerca sociale condotta in Italia da studiosi anglosassoni (tra cui, Edward Banfield, Anton Block, Percy Allum, Robert Putnam). Negli anni ‘60 la sociologia cominciò ad affermarsi e diffondersi nelle facoltà universitarie. La nascente ricerca sociologica contribuì a ispirare i moti del 1968 e rimase molto orientata politicamente, vicina al Partito Comunista Italiano e concentrata sui conflitti sociali.
Gli anni '70 segnarono l’affermazione della storia sociale come disciplina. La Storia d’Italia pubblicata da Einaudi nel 1975 divenne un riferimento fondamentale. Furono fondate nuove riviste accademiche, quali Quaderni storici (1969), Rivista di storia contemporanea (1971), Storia urbana (1977), Società e storia (1979), Passato e presente (1982). Due principali filoni si svilupparono in quel periodo: la storia del lavoro (storia operaia), che si concentrava principalmente sulle lotte operaie, sulle organizzazioni sindacali e sui movimenti di classe. E la microstoria: questa sì focalizzava su casi di studio specifici e sul livello locale, cercando metodi induttivi, per superare le grandi spiegazioni teoriche date dallo storicismo, sia idealista, sia marxista. Questi due approcci, apparentemente opposti, si arricchirono a vicenda. Ciononostante l’insegnamento della storia sociale rimase ancora marginale nelle università, dove prevaleva la storia politica, descrittiva e spesso marcatamente ideologizzata.
Negli anni '80 e '90, gli storici italiani cominciarono a integrare metodologie diverse, unendo analisi quantitative con prospettive più qualitative e narrative. La storiografia italiana in generale beneficiò di scambi e collaborazioni internazionali sempre più intensi. La storia sociale acquisì una maggiore diffusione. La ricerca di storia sociale contribuì ad una evoluzione della storia politica verso lo studio dei cambiamenti istituzionali e amministrativi, superando la forte ispirazione ideologia che aveva dominato la storiografia italiana fino agli anni '70.
Un aspetto distintivo della storia sociale italiana è l'attenzione al territorio: lo studio delle specificità locali e regionali continua a caratterizzare la disciplina, riflettendo le peculiarità geografiche e storiche dell'Italia.